# Майер, Билли
Билли Эдуард Альберт Майер (р. 3 февраля 1937 года) — швейцарский уфолог, автор многих фотографий НЛО, которые он демонстрировал в доказательство своих утверждений, что является контактёром с внеземными существами с пятилетнего возраста. 
На протяжении 1970-х годов он также предоставлял такие свидетельства как образцы металлов, звукозаписи и отснятый киноматериал, и сообщал о регулярных контактах с инопланетянами, которых он называл Плеярами (или Плеядирами). Майер заявлял, что Плеяре имеют большую схожесть с нами, потому что у нас общие предки и что родной мир Плеяр называется Эрра, и что он расположен в измерении, являющемся частью другой структуры-пространства-времени, смещённой от нашей на долю секунды, за 80 световых лет от рассеянного звёздного скопления Плеяды. На эту тему вышло уже 19 томов о контактах (Plejadisch-plejarische Kontaktberichte Block 19). по 500 страниц каждый.
Деятельность Майера оценивалась как уфологами, так и скептиками крайне неоднозначно.

## Биография
Родился в Бюлахе в нижней части Цюрихского кантона. В подростковом возрасте присоединился к французскому Иностранному легиону, но, по слухам, вскоре оставил службу и вернулся домой. В поисках духовного развития много путешествовал по свету, за 12 лет объездил 40 стран. В 1965 году, находясь в Турции, попал в автокатастрофу, в результате которой потерял левую руку. В 1966 году познакомился с гречанкой Каллиопой Зафириу, женился на ней, в браке родились трое детей. Прозвище «Билли» появилось благодаря его подруге-американке, она говорила, что ковбойский стиль Майера напоминает ей Билли Кида.
Майер собрал большую коллекцию фотографий космических кораблей (которых он называет лучевыми кораблями) и портреты инопланетян (Плеяр). Майер заявляет, что Плеяре дали ему разрешение фотографировать и снимать фильмы об их лучевых кораблях, поэтому он смог опубликовать некоторые доказательства их внеземных посещений. Заявления Майера как принимались, так и оспаривались скептиками и уфологами. Майер начал публиковать свои фотографии в 1970-х. Его фотографии были опубликованы в различных газетах и журналах, таких как «Quick», «Blick», «Argosy UFO» и «Il Giornale dei Misteri». Фотографии Майера включают изображения металлических дисков, летящих над швейцарской сельской местностью, стыковку кораблей «Союз» и «Аполлон», небесные объекты с внеземных точек зрения, картины доисторической Земли и опустошённого будущего.

## Контакты
«Билли» Эдуард Альберт Майер заявлял, что первый внеземной контакт произошёл с ним в 1942 году, когда ему было пять лет. С ним встретился пожилой инопланетянин по имени Сфат.. Контакты со Сфатхом продолжались до 1953 года, потом Сфат скончался. С 1953 по 1964 год, Майер контактировал с инопланетянкой, называемой Аскет, происходящей из близнецовой с нашей ДАЛ-Вселенной. Майер говорил, что после одиннадцатилетнего перерыва контакты снова продолжились (начавшись 28 января 1975 года) с инопланетянкой Семьясе (Semjase), внучкой Сфата. Майер говорил, что он также имел многочисленные контакты с другим Плеяром по имени Птаа, контакты начались в 1975 году, и продолжаются в настоящее время.
Майер заявлял, что также посещал другие миры и галактики, другую Вселенную вместе с инопланетянами. Ему было поручено записать свои беседы с различными инопланетянами. Большинство бесед было опубликовано на немецком языке и продолжают публиковаться и сейчас и находятся в открытом доступе в интернете, часто даже через несколько дней после того, когда произошёл контакт. Из этих бесед были составлены книги "Plejadisch-plejarische Kontaktberichte Block 1-19" они же на английском в интернете «Contact Reports» на сайте "The future of mankind". В настоящее время опубликовано 19 томов «Contact Reports» (под заголовком «Plejadisch-Plejarische Kontaktberichte»). Некоторые из этих книг были переведены на английский, подверглись редактированию и сокращению и были опубликованы в четырёхтомнике «Message from the Pleiades: The Contact Notes of Eduard Billy Meier» (ставшем библиографической редкостью), исследователем Майера, Венделлом К. Стивенсом. Также Бенджамином Стивенсом были опубликованы доклады на английском о этих контактах, которые не подвергались редактированию.
Такие контактёры, как Пенни Маклин, Барбара Хэнд Клау, Барбара Марциняк и Амора Гуаньин, утверждали, что также бывали на Плеядах (дело в том, как объясняют Плеяре, на Плеядах нет жизни, потому что звёзды ещё слишком молодые, чтобы там могли образоваться какие-либо цивилизации).  Многие из них позже написали книги, ставшие бестселлерами. Сам же Майер критиковал этих людей, и по праву называл их шарлатанами.

### Книги и заявления
Майер написал более 30 книг и дополнительно свыше 6 тыс. страниц докладов о контактах, все материалы доступны на немецком. Хотя очень мало из его работ были переведены на английский, последний перевод Goblet of The Truth доступен в формате PDF.
Некоторые из его заявлений:
- Наше солнце имеет тёмного двойника, находящегося в одном световом годе. Таким образом, мы живём в системе двойного солнца[19].
- Во Вселенной — 280 химических элементов, но согласно закону Творения ни одна одиночная звезда не может содержать все 280[20].
- Соседняя обитаемая система находится в пяти световых годах от Земли. Различные миры этой системы населены человеческими формами жизни. Одна из планет этой системы называется Акарт. На этих планетах действует другая «конфигурация звёздного времени», отличная от нашей, и поэтому она не может быть видна с Земли[21].
- В Солнечной системе была ещё одна планета под названием Малона, разрушенная своими обитателями. Пояс астероидов состоит из её остатков[22].
- Вселенная насчитывает 46 трлн лет[23].

## Критика
Скептики неоднократно выступали с доказательствами того, что опубликованные Майером фотографии являются подделками, а многие рассказываемые им сведения об инопланетянах выглядят слишком похожими на пересказы сюжетов научно-фантастических произведений. Бывшая жена Майера в своём интервью также утверждала, что все истории и фотографии Майера являются вымыслом и что она помогала ему в их создании.
Исследования предоставленного им образца «инопланетного металла» привлекли внимание СМИ: проводивший первые опыты с ним химик Марсель Фогель (на рубеже 1970-х-1980-х годов) писал о находке в нём тулия в уникальной форме, но впоследствии сам образец был утрачен. Независимая исследовательская группа, проводившая изучение сохранившихся видеоматериалов с образцом, пришла к выводу, что в нём нет ничего необычного: вместо тулия в его составе был обнаружен алюминий, а сама его форма вполне могла быть получена существующими инструментами.
Некоторые уфологи (например, Стэнтон Т. Фридман и Жак Валле) публично отстранились от дела Майера, в то время как другие полагали, что его следует тщательно исследовать и отметить появление НЛО в истории человечества. Некоторые критики приводили примеры сфабрикованных фотографий, похожих на те, что были сделаны Майером. Они указывают, что некоторые из этих фотографий содержат сцены, встречавшиеся в научно-фантастических книгах, рисунках и телепередачах. 
Фотографии Мейера были изучены различными экспертами, в том числе Колманом фон Кевички, майором армии в отставке, фотографом и уфологом, согласно которому летающие тарелки, изображенные на фотографиях, на самом деле являются моделями, висящими на нитке. Другие фотографии Мейера также были исследованы физиком и уфологом Брюсом Маккаби, который счел фотографии, сделанные Эдом Уолтерсом, в 1987 году, когда он видел бриза в заливе, подлинными, а фотографии Мейера - поддельными, сравнив их в статье; Маккавей также считал, что объекты, сфотографированные Мейером, были моделями, поддерживаемыми штативом. 
В настоящее время для различных скептиков (таких как журналисты Кэл Корф и Роберт Шиффер), а также для некоторых секторов и исследователей среды НЛО, включая астронома Жака Валле и физика Стэнтона Фридмана, существует мнение, что фотографии и произведенные Мейером, являются ложными и что доказательства его контактов с инопланетянами противоречивы; другие уфологи, такие как Кевин Рэндл, занимают благоразумную позицию, выражая различные недоумения, в то время как третьи, такие как Уэнделл Стивенс, Майкл Хеземанн, Гэри Киндер и многие другие, открыто защищают Мейера; на самом деле, дебаты по этому делу все еще очень открыты. 

## Личная жизнь
Брак Билли с Каллиопой завершился скандалом: в 1997 году Каллиопа заявила в интервью, что фото НЛО были похожи на модели, сделанные самим Майером из крышек мусорных вёдер, ковровых гвоздей и прочих объектов домашнего хозяйства. С её слов, все его истории о приключениях с инопланетянами были выдумкой. Также она сказала, что якобы изображённые на фотографиях инопланетянки Аскет (Asket) и Нера (Nera) — это Мишель Деллафейв (англ. Michelle DellaFave) и Сьюзан Лунд (англ. Susan Lund), участницы музыкального коллектива The Golddiggers.
В 1980 году в телевизионном интервью для Nippon Television Майер и Стивенс рассказали о состоявшемся на них покушении. Они утверждали, что вечером 10 мая того же года в 22:01, когда Стивенс находился у Майера, они услышали выстрел: примерно в 8 дюймах (20,3 см) рядом с головой Майера пролетела пуля. В ходе интервью были воспроизведены события той ночи и показан остаток пули, которая якобы попала в бетонную стену за диваном, на котором сидели оба. Майер заявил, что на него и прежде совершались покушения: в Хинвиле пуля влетела в окно его офиса и просвистела рядом с его головой, а в 4 часа утра однажды он даже был ранен в грудь.
Ходили слухи, что Майер якобы пропал без вести в 2003 году (его фанаты считали, что он улетел на Плеяды). Сам Майер ведёт собственную страницу в Facebook.

## В массовой культуре
Фотографии, фильмы, звукозаписи и сама личность Майера стали темой исследования Венделла Стивенса и его американской команды экспертов-аналитиков, продлившегося свыше 5 лет. Расследование стало темой документального фильма 1982 года (реж. Ларри Савадов) «Contact».